# كارل بيرغوس
كارل بيرغوس (بالإنجليزية: Carl Burgos)‏ هو فنان قصص مصورة أمريكي، ولد في 18 أبريل 1917 في نيويورك في الولايات المتحدة، وتوفي في 1 مارس 1984 في الولايات المتحدة.